# Ла-Уніон (департамент)
Ла-Уніон (ісп. La Unión) — один з 14 департаментів Сальвадору.
Знаходиться в крайній східній частині країни. Межує з департаментами Морасан, Сан-Мігель та державою Гондурас. З півдня омивається Тихим океаном. Адміністративний центр — місто Ла-Уніон.
Утворений 22 червня 1865 року. Площа — 2074 км². Населення — 238 217 чол. (2007).

## Економіка
Основа сільськогосподарського виробництва: кава, фрукти, какао та цукор. Є родовища золота, заліза, барію та ртуті.

## Муніципалітети
1. Анаморос
2. Болівар
3. Ель-Кармен
4. Ель-Саусе
5. Інтипука
6. Консепсьйон-де-Орієнте
7. Кончагуа
8. Ла-Уніон
9. Лісліке
10. Меангера-дель-Гольфо
11. Нуева-Еспарта
12. Пасакіна
13. Полорос
14. Сан-Алехо
15. Сан-Хосе
16. Санта-Роса-де-Ліма
17. Юкуайкін
18. Яянтике

## Галерея

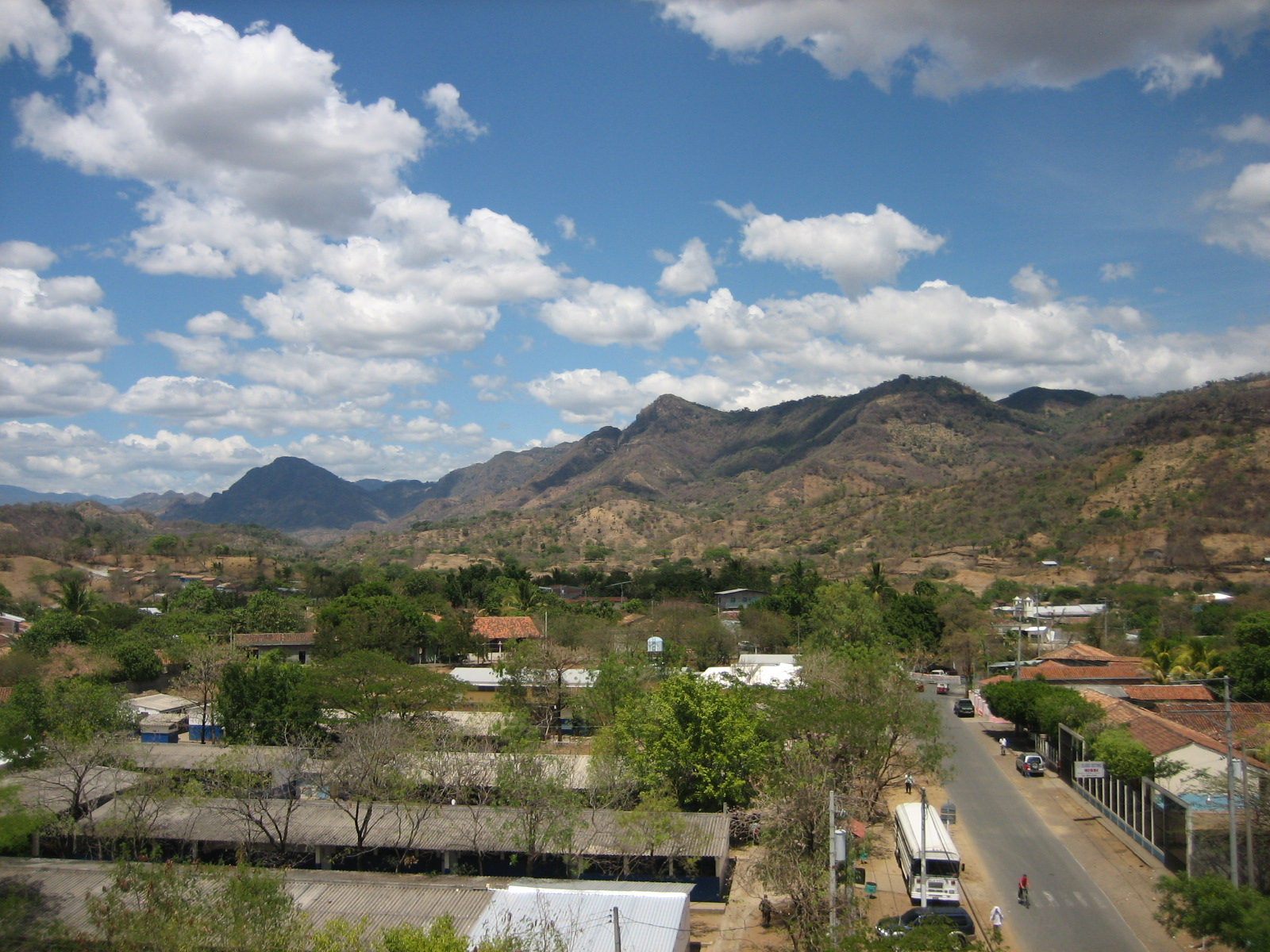
Анаморос
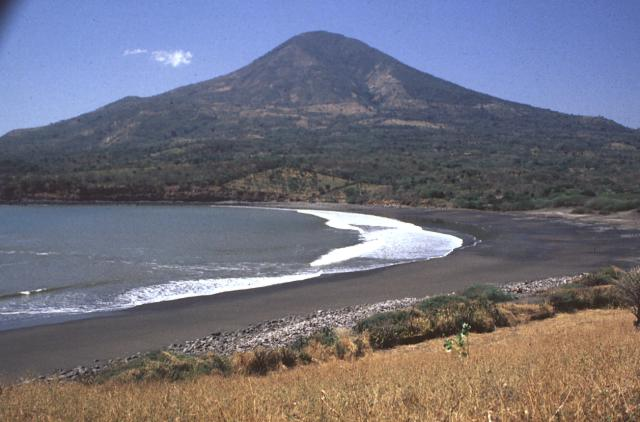
Вулкан Кончагуа
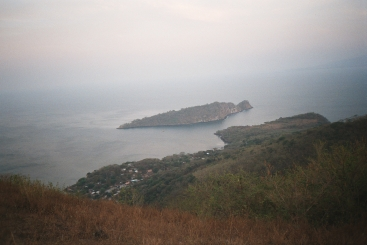
Меангера дель Гольфо
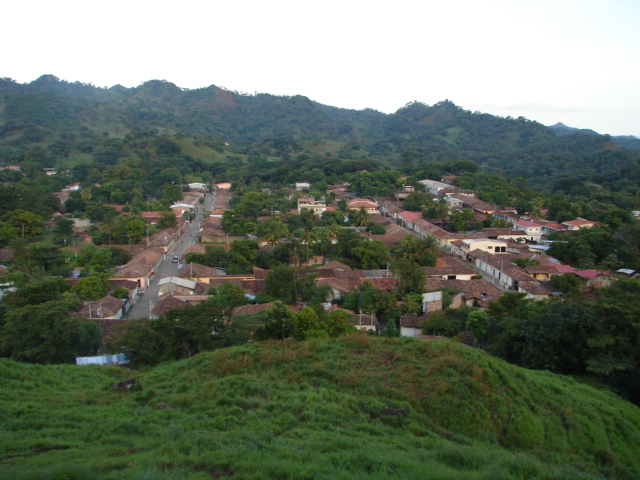
Нуева-Еспарта